# Пасынковское сельское поселение
Пасынковское сельское поселение — муниципальное образование в составе Зуевского района Кировской области России, существовавшее в 2006 — 2012 годах.
Центр — деревня Большие Пасынки.

## История
В начале 1920-х годов в составе Сезеневской волости Слободского уезда был образован Пасынский сельсовет. По переписи 1926 года население сельсовета составляло 1783 человек, в него входили 19 населённых пунктов: село Мудрово, деревни Говоры, Б. Конец, М. Конец, Медвежье, Мелехи, Мусихи, Нагорская, Б. Пасынки, М. Пасынки, Пухтой, Б. Соболи, Широбоки, Б. Шмели, М. Шмели, Шоломы; хутора: Швецов И.В., Швецов Ф.В. и мельница Тюрик. По переписи 1939 года в сельсовет назывался Больше-Пасынский и включал 13 населённых пунктов. В 1950 году в составе сельсовета числилось 15 населённых пунктов с населением 968 чел. По данным 1978 года в Пасынковском сельсовете осталось 6 населённых пунктов: деревни  Большие Пасынки, Большие Соболи, Кончана,  Мелехи, Овсянники, Шмели. В 1997 году Пасынковский сельсовет преобразован в Сунской сельский округ в составе 3-х населённых пунктов.
1 января 2006 года в соответствии с Законом Кировской области от 07.12.2004 № 284-ЗО образовано Пасынковское сельское поселение, в него вошла территория бывшего Пасынковского сельского округа.
28 апреля 2012 года в соответствии с Законом Кировской области № 141-ЗО Пасынковское сельское поселение было упразднено, населённые пункты включены в состав Соколовского сельского поселения.

## Население
Население сельского поселения  — 229 человек (2010).

## Состав
В состав поселения входили 3 населённых пункта:
- деревня Большие Пасынки
- деревня Кончана
- деревня Мелехи